# Flerovium
Flerovium (chemická značka Fl) je radioaktivní transuran s protonovým číslem 114.

## Původ názvu
V roce 2011 IUPAC předložila k veřejné diskusi své doporučení, pojmenovat prvek flerovium podle návrhu objevitelů – na počest fyzika Georgije Nikolajeviče Fljorova (Г. Н. Флёров, 1913–1990), objevitele samovolného štěpení a spoluzakladatele Spojeného ústavu jaderných výzkumů v Dubně. Nové jméno bylo oficiálně schváleno IUPAC 30. května 2012.

## Historie
První příprava tohoto prvku byla neoficiálně oznámena v lednu 1999 skupinou vědců z Dubny. Stejná skupina o tři měsíce později připravila jiný izotop tohoto prvku.
Flerovium bylo připraveno bombardováním jader 244Pu proudem iontů 48Ca.
 48
20 Ca +  244
94 Pu →  292
114 Fl →  289
114 Fl + 3  1
0 n

## Izotopy
Doposud je známo 6 izotopů flerovia. Vzhledem k velmi malému počtu dosud získaných jader doposud nebyly pro některé z nich přesně určeny jejich jaderné vlastnosti. Přehled dosud experimentálně zjištěných izotopů (včetně izomerních stavů) uvádí následující tabulka:
| Izotop   | Poločas přeměny | Způsob přeměny    | Produkt přeměny |
| -------- | --------------- | ----------------- | --------------- |
| 284Fl    | 2,5 ms          | SR                | různé           |
| 285Fl    | 125 ms          | α                 | 281Cn           |
| 286Fl    | 0,16 s          | SF (60%), α (40%) | různé 282Cn     |
| 287Fl    | 0,51 +18 −10 s  | α                 | 283Cn           |
| 287mFl ? | 5,5 s           | α                 | 283Cn           |
| 288Fl    | 0,52 +22 −13 s  | α                 | 284Cn           |
| 289Fl    | 2,7 +14 −7 s    | α                 | 285Cn           |
| 289mFl   | 0,97 +97 −32 s  | α                 | 285Cn           |